# استوله سولباکن
استوله سولباکن (نروژی: Ståle Solbakken؛ زادهٔ ۲۷ فوریهٔ ۱۹۶۸) بازیکن سابق و مربی فوتبال اهل نروژ است.
وی در تیم ملی فوتبال نروژ ۵۸ بازی انجام داده است و عضو این تیم در جام جهانی فوتبال ۱۹۹۸ بوده است.